# Nhà thờ Thánh Helena ở Trnava
Nhà thờ Thánh Helena ở Trnava (tiếng Slovakia: Kostol svätej Heleny v Trnava) là một nhà thờ được xây dựng theo phong cách kiến trúc Gothic vào thế kỷ 14 và được tái thiết theo phong cách Baroque vào thế kỷ 17, tọa lạc trên phố Hlavná, thành phố Trnava, Slovakia. Vào ngày 17 tháng 9 năm 1963, nhà thờ này được ghi danh vào Danh sách Di tích Trung ương theo quyết định của Bộ Văn hóa Cộng hòa Slovakia.

## Lịch sử
Văn bản lâu đời nhất đề cập đến nhà thờ có niên đại vào năm 1490. Có lẽ ban đầu nhà thờ được xây dựng nhằm tôn kính Thánh Tổng lãnh thiên thần Micae. Nhà thờ đổi thánh bổn mạng thành Thánh Helena vào thế kỷ 14 hoặc thế kỷ 15. Vào thời Trung cổ, nhà thờ đảm nhiệm chức năng nhà thờ bệnh viện.
Các nhà nguyện kiểu Baroque được xây ở cả hai bên của gian giữa nhà thờ. Bàn thờ chính của nhà thờ có niên đại vào cuối thế kỷ 19. Ở nhà nguyện phía bắc có một bàn thờ phụ, trên đó đặt một bức tranh Đức Mẹ Đồng trinh Maria. Cây đàn organ trong nhà thờ là tác phẩm của một thợ xây người gốc Nový Jičín tên là Karl Neusser, cây đàn này có niên đại trước năm 1900. Cây thánh giá trên mặt tiền của nhà thờ được chạm khắc vào năm 1739. Tác giả của tác phẩm nghệ thuật này là Ignác Melczer. Kể từ năm 2010, nhà thờ cũng đóng vai trò là nhà thờ giáo xứ của Giáo xứ Công giáo Hy Lạp Thánh Luca ở Trnava.